# Club Arc Alpin
Il Club Arc Alpin (CAA) riunisce le principali associazioni alpinistiche dei paesi dell'arco alpino

## Scopi e attività
Il CAA nasce a Schaan, in Liechtenstein, il 18 novembre 1995, allo scopo di salvaguardare gli interessi comuni delle associazioni alpinistiche dell'arco alpino, in particolare per quanto riguarda l'alpinismo, la tutela ambientale e dell'ordinamento ambientale alpino, la cultura delle aree alpine e gli obiettivi documentati nella Convenzione per la protezione delle Alpi. Forma in sostanza una comunità di lavoro dei suoi membri, e mira a collaborare con l'UIAA

## Membri
| Paese         | Federazione                                          | Sigla |
| ------------- | ---------------------------------------------------- | ----- |
| Italia        | Alpenverein Südtirol                                 | AVS   |
| Italia        | Club Alpino Italiano                                 | CAI   |
| Germania      | Deutscher Alpenverein                                | DAV   |
| Francia       | Fédération Franςaise des Clubs Alpins et de Montagne | FFCAM |
| Liechtenstein | Liechtensteiner Alpenverein                          | LAV   |
| Austria       | Oesterreichischer Alpenverein                        | OAV   |
| Slovenia      | Planinska Zveza Slovenije                            | PZS   |
| Svizzera      | Schweizer AlpenClub                                  | SAC   |